# Numéro permanent en Formule 1
Le numéro permanent en Formule 1 désigne le numéro attribué à un pilote de Formule 1 durant l'ensemble de sa carrière.
Depuis l'adoption de ce système en 2014, les pilotes peuvent choisir librement les numéros de 2 à 99, à l'exception du 17, retiré après la mort de Jules Bianchi. Le numéro 1 est réservé au champion du monde sortant, bien que celui-ci soit libre de garder son numéro habituel.

## Histoire

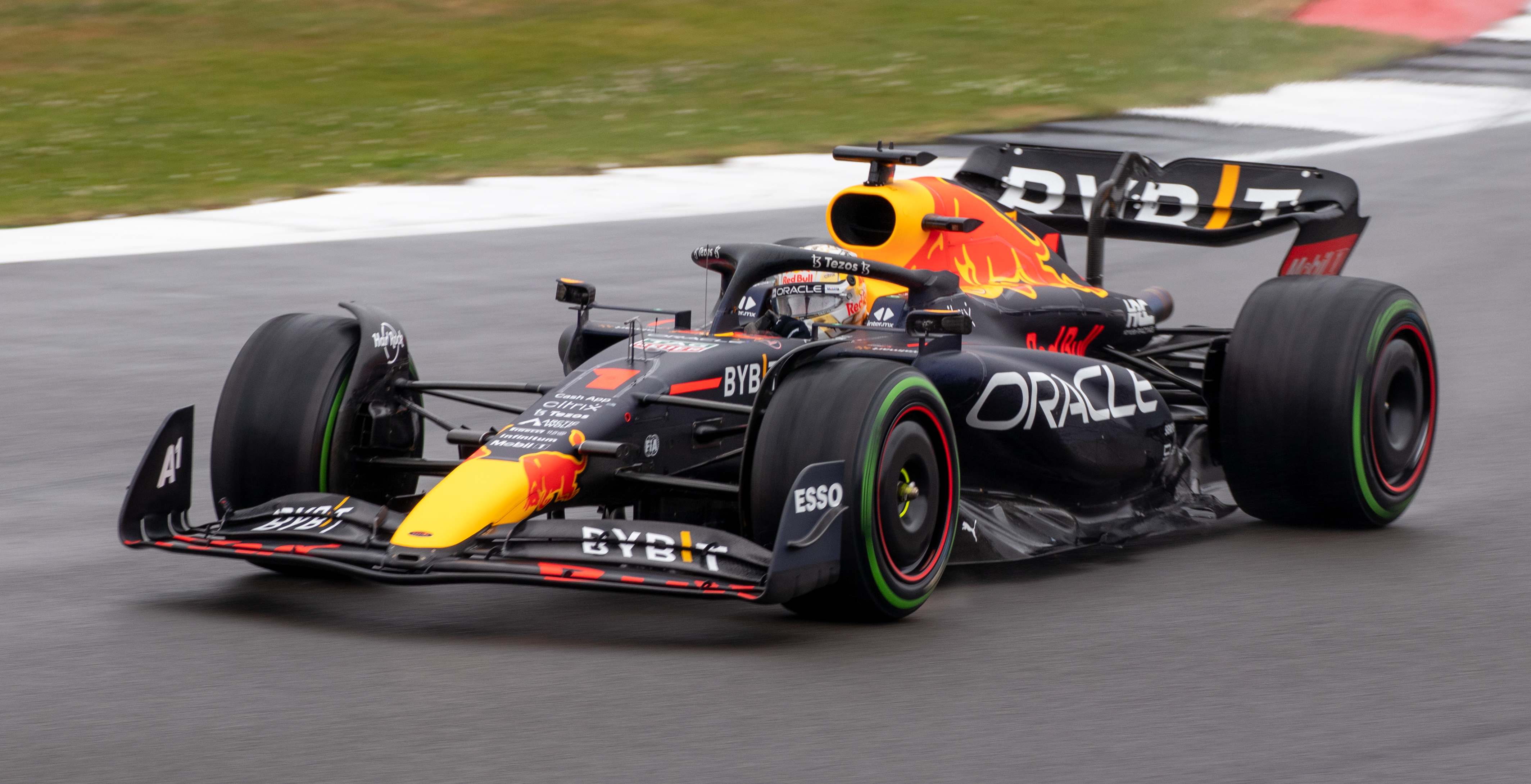
Depuis la saison 1974, seul le champion du monde peut porter le numéro 1.

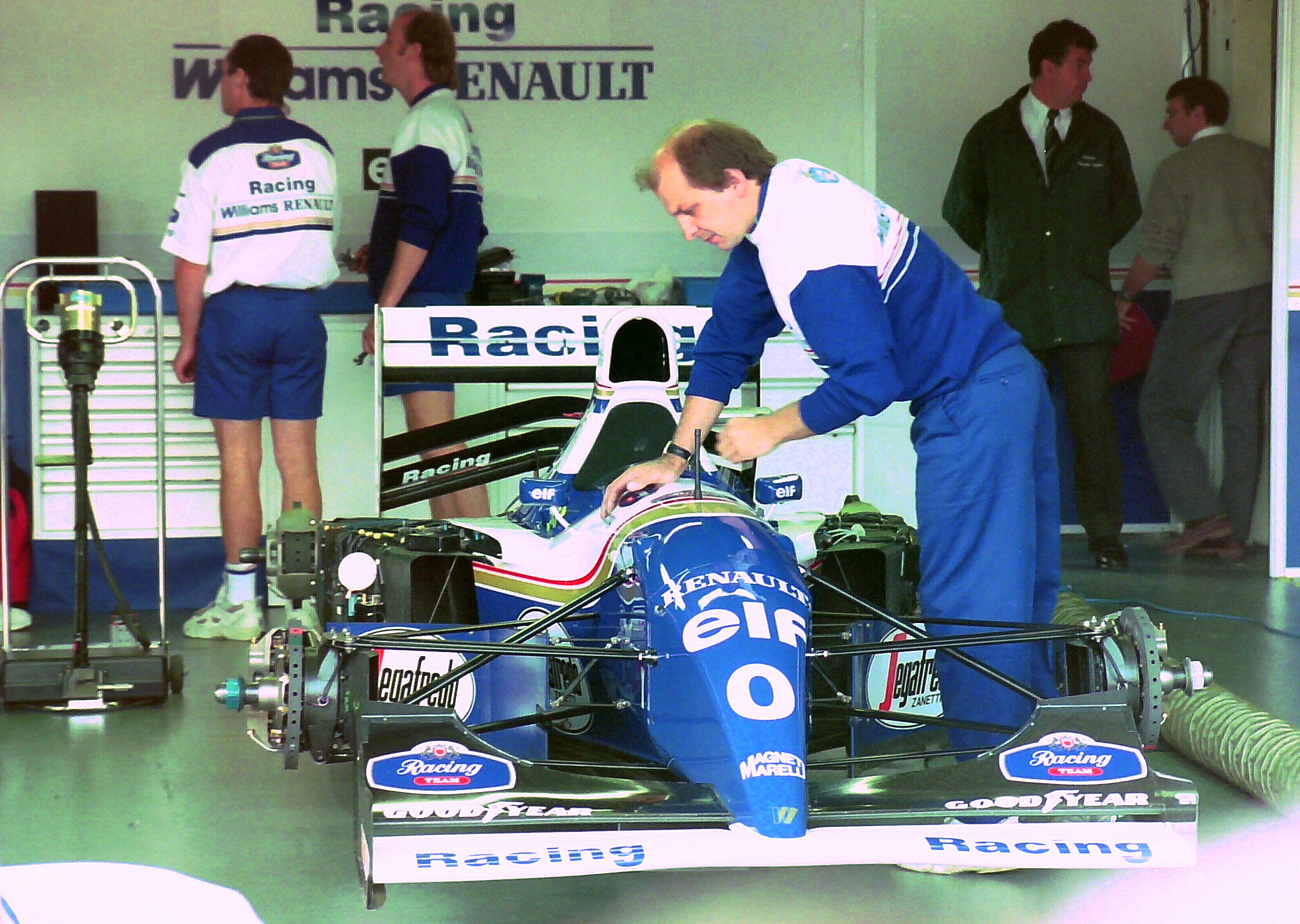
Le numéro 0 a été porté par Damon Hill en 1993 et en 1994.

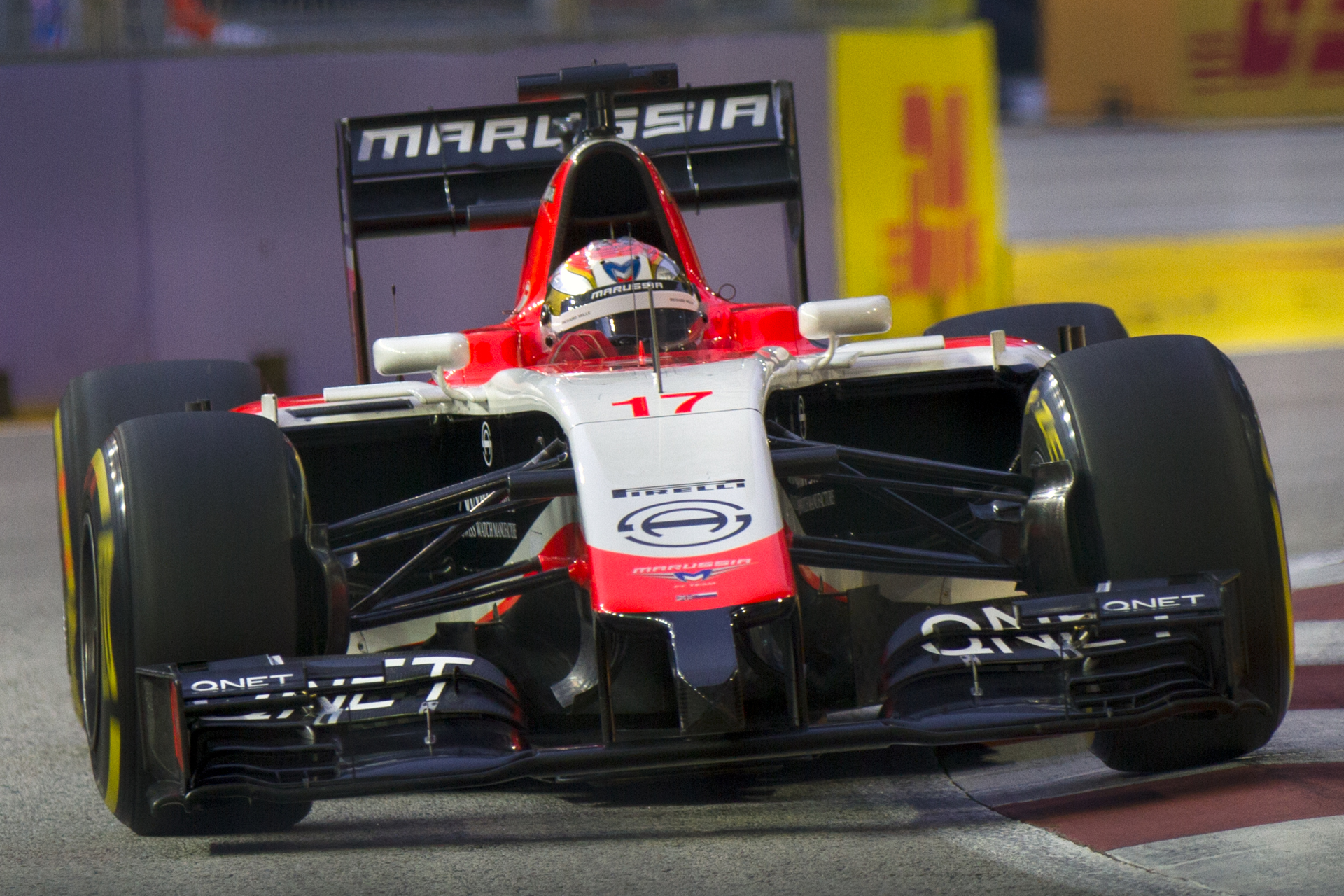
Le numéro 17 a été retiré en 2015 après la mort de Jules Bianchi.

Jusqu'à la saison 1974, l'attribution des numéros se faisait généralement selon l'ordre d'inscription à chaque Grand Prix et au bon vouloir des organisateurs ; un même pilote de Formule 1 pouvait donc porter plusieurs numéros différents tout au long de la saison,. Par exemple, Giuseppe Farina a connu cinq numéros en six courses disputées lors de la première saison de l'histoire de la F1 en 1950 : le 2 à Silverstone et à Reims, le 8 à Spa-Francorchamps, le 10 à Monza, le 16 à Bremgarten et le 32 à Monaco. On peut remarquer que sur les six courses listées et à l'exception de Silverstone, seuls les numéros pairs sont attribués.
À partir de 1974, le système est harmonisé sur l'ensemble de la saison, d'abord avec l'attribution des numéros en fonction du classement de la saison 1973 puis comme suit pour les saisons suivantes :
- le champion du monde sortant reçoit le numéro 1 et son coéquipier le 2 ; si le champion sortant n'est plus présent, son ancienne équipe reçoit les numéros 0 et 2 ;
- si l'équipe championne change, l'ancienne équipe championne échangeait sa paire de numéros avec la nouvelle équipe championne ;
- pour les autres équipes, la paire de numéros est conservée d'une saison à l'autre à partir des attributions de 1973 et si une équipe disparaît sa paire de numéro peut être réattribuée, en particulier à une équipe avec des numéros plus élevés[2].

Ainsi, Ferrari a pris, en 1979, les numéros 1 et 2 à la suite du sacre de Jody Scheckter puis, après le titre d'Alan Jones avec Williams en 1980, les deux équipes ont échangé leurs numéros pour 1981. Le numéro 0 n'apparaitra que trois saisons : en 1973 lorsque Jody Scheckter est engagé sur une 3e McLaren puis en 1993 et 1994 à Damon Hill après le départ des champions en titre Nigel Mansell puis Alain Prost.
Le plus haut numéro jamais attribué en Formule 1 est le 208, porté par Lella Lombardi en 1974 ; ce curieux numéro a été attribué à la suite de l'insistance de son sponsor Radio Luxembourg qui émettait alors sur la fréquence 208 en Moyenne fréquence .
En 1996, ce système est simplifié : l'attribution se fait par rapport au classement constructeur de la saison précédente, les numéros 1 (ou le 0 le cas échéant à l'instar du précédent système) et 2 pour l'équipe championne, les 3 et 4 à l'équipe vice-championne, etc. le 13 reste inutilisé. Si le pilote champion du monde change d'équipe la saison suivant son titre, sa nouvelle équipe récupère le 1 et le 2.
À partir de la saison 2014, les pilotes de Formule 1 choisissent un numéro permanent, entre 2 et 99, pour l'ensemble de leur carrière. Le 1 est réservé au champion du monde sortant, qui n'est pas obligé de l'utiliser et peut conserver son numéro permanent. Le champion du monde 2014, 2015, 2017, 2018, 2019 et 2020, Lewis Hamilton, a ainsi choisi de conserver le no 44 au contraire de Max Verstappen qui utilise le 1 depuis la saison 2022. Un numéro peut être réutilisé par un autre pilote si le pilote précédent n'a pas couru depuis deux saisons entières.
Le 13, apparu seulement deux fois en 1953 et 1963 (porté par Mauritz Von Strachwitz puis Moisés Solana) dans l'ancien système puis en 1976 (par Divina Galica qui échoue à se qualifier) n'est ensuite plus attribué par tradition et par superstition remontant aux années 1920, jusqu'au changement de 2014 où Pastor Maldonado l'utilise,.
La Fédération internationale de l'automobile a retiré le no 17 après la mort de Jules Bianchi à la suite de son accident au Grand Prix du Japon 2014 pour honorer sa mémoire,,. Une mesure similaire est prise en Formule 2 pour le no 19 (et par conséquent pour le no 18, la F2 utilisant une règle proche de celle de 1996 en F1) après le décès d'Anthoine Hubert en 2019,.

## Choix d'un numéro

### Règles
Le numéro permanent doit respecter les règles suivantes :
- le no 1 est réservé au champion du monde qui est libre de l'utiliser ou non, son numéro permanent lui restant réservé[5],[13] ;
- un pilote doit garder son numéro durant toute sa carrière, hormis pour le no 1[5] ;
- un pilote peut choisir les numéros de 2 à 16 et de 18 à 99 inclus[5],[8] ;
- le no 17 n'est plus attribué à la suite du décès de Jules Bianchi en 2015[8] ;
- un numéro reste réservé à un pilote pendant deux saisons entières après son départ de la discipline[5],[6].

### Raisons du choix d'un numéro
Dans le respect des règles imposées, un pilote est libre de choisir son numéro. Ainsi, Fernando Alonso apprécie le no 14 qui évoque son premier titre de champion du monde de karting à 14 ans, le 14 juillet 1996 avec le kart no 14. Jenson Button a repris le no 22 avec lequel il avait été champion du monde de F1 en 2009.
Pour d'autres il s'agit d'une référence à une idole comme pour Sergio Pérez où le no 11 rend hommage au footballeur Iván Zamorano, pour le no 10 de Pierre Gasly à Zinédine Zidane ou pour le cas d'Alexander Albon son no 23 résulte de la division par deux du 46 du champion MotoGP Valentino Rossi. Le no 6 de Nico Rosberg, fait référence au numéro porté par son père Keke Rosberg l'année de son titre, en 1982.
Certains numéros sont des choix marketing : Le 4 de Lando Norris évoque la lettre A de son prénom (pour L4ndo). Carlos Sainz Jr. indique qu'il a choisi le no 55 afin de pouvoir communiquer avec un graphisme leet speak « Carlo55ainz ». De même, Valtteri Bottas communique en leet speak avec « Val77eri Bo77as »,,.
Le numéro souhaité n'étant pas forcément disponible, un pilote doit modifier son choix : le no 3 étant déjà pris par Daniel Ricciardo, Max Verstappen a donc pris le 33. De même, Yuki Tsunoda ne pouvant utiliser le no 11 qui le suivait depuis le karting, s'est rabattu sur le no 22.
Kimi Räikkönen a choisi le no 7 sans autre raison particulière qu'il s'agissait du numéro qu'il utilisait en 2013, la dernière année avant l'apparition du système actuel,.

## Liste des numéros

### Le numéro 1
Bien que réservé au pilote champion du monde, un pilote peut faire le choix de garder son numéro permanent, qui lui reste réservé.
| Saisons                | Pilote           | no 1 utilisé                                   | no permanent |
| ---------------------- | ---------------- | ---------------------------------------------- | ------------ |
| 2014                   | Sebastian Vettel | Oui                                            | 5            |
| 2015-2016 et 2018-2021 | Lewis Hamilton   | Non, a conservé son numéro,                    | 44           |
| 2017                   | Nico Rosberg     | A quitté la discipline après son titre en 2016 | 6            |
| depuis 2022            | Max Verstappen   | Oui                                            | 33           |

### Liste des numéros depuis 2014
| No | Pilote                                                                                | Équipe (en 2025)                                                                      | Première utilisation                                                                  | Dernière utilisation                                                                  |
| -- | ------------------------------------------------------------------------------------- | ------------------------------------------------------------------------------------- | ------------------------------------------------------------------------------------- | ------------------------------------------------------------------------------------- |
| 1  | Réservé au champion du monde (sauf s'il fait le choix de garder son numéro permanent) | Réservé au champion du monde (sauf s'il fait le choix de garder son numéro permanent) | Réservé au champion du monde (sauf s'il fait le choix de garder son numéro permanent) | Réservé au champion du monde (sauf s'il fait le choix de garder son numéro permanent) |
| 2  | Stoffel Vandoorne                                                                     |                                                                                       | 2017                                                                                  | 2018                                                                                  |
| 2  | Logan Sargeant                                                                        |                                                                                       | 2023                                                                                  | 2024                                                                                  |
| 3  | Daniel Ricciardo                                                                      |                                                                                       | 2014                                                                                  | 2024                                                                                  |
| 4  | Max Chilton                                                                           |                                                                                       | 2014                                                                                  | 2014                                                                                  |
| 4  | Lando Norris                                                                          | McLaren                                                                               | 2019                                                                                  | En cours                                                                              |
| 5  | Sebastian Vettel                                                                      |                                                                                       | 2015                                                                                  | 2022                                                                                  |
| 5  | Gabriel Bortoleto                                                                     | Sauber                                                                                | 2025                                                                                  | En cours                                                                              |
| 6  | Nico Rosberg                                                                          |                                                                                       | 2014                                                                                  | 2016                                                                                  |
| 6  | Nicholas Latifi                                                                       |                                                                                       | 2020                                                                                  | 2022                                                                                  |
| 6  | Isack Hadjar                                                                          | Racing Bulls                                                                          | 2025                                                                                  | En cours                                                                              |
| 7  | Kimi Räikkönen                                                                        |                                                                                       | 2014                                                                                  | 2021                                                                                  |
| 7  | Jack Doohan                                                                           |                                                                                       | 2025                                                                                  | 2025                                                                                  |
| 8  | Romain Grosjean                                                                       |                                                                                       | 2014                                                                                  | 2020                                                                                  |
| 9  | Marcus Ericsson                                                                       |                                                                                       | 2014                                                                                  | 2018                                                                                  |
| 9  | Nikita Mazepin,                                                                       |                                                                                       | 2021                                                                                  | 2021                                                                                  |
| 10 | Kamui Kobayashi                                                                       |                                                                                       | 2014                                                                                  | 2014                                                                                  |
| 10 | Pierre Gasly                                                                          | Alpine                                                                                | 2017                                                                                  | En cours                                                                              |
| 11 | Sergio Pérez                                                                          |                                                                                       | 2014                                                                                  | 2024                                                                                  |
| 12 | Felipe Nasr                                                                           |                                                                                       | 2015                                                                                  | 2016                                                                                  |
| 12 | Andrea Kimi Antonelli                                                                 | Mercedes                                                                              | 2025                                                                                  | En cours                                                                              |
| 13 | Pastor Maldonado                                                                      |                                                                                       | 2014                                                                                  | 2015                                                                                  |
| 14 | Fernando Alonso                                                                       | Aston Martin                                                                          | 2014                                                                                  | En cours                                                                              |
| 16 | Charles Leclerc                                                                       | Ferrari                                                                               | 2018                                                                                  | En cours                                                                              |
| 17 | Jules Bianchi                                                                         |                                                                                       | 2014                                                                                  | 2014 (Numéro retiré)                                                                  |
| 18 | Lance Stroll                                                                          | Aston Martin                                                                          | 2017                                                                                  | En cours                                                                              |
| 19 | Felipe Massa                                                                          |                                                                                       | 2014                                                                                  | 2017                                                                                  |
| 20 | Kevin Magnussen                                                                       |                                                                                       | 2014                                                                                  | 2024                                                                                  |
| 21 | Esteban Gutiérrez                                                                     |                                                                                       | 2014                                                                                  | 2016                                                                                  |
| 21 | Nyck de Vries                                                                         |                                                                                       | 2023                                                                                  | 2023                                                                                  |
| 22 | Jenson Button                                                                         |                                                                                       | 2014                                                                                  | 2017                                                                                  |
| 22 | Yuki Tsunoda                                                                          | Red Bull                                                                              | 2021                                                                                  | En cours                                                                              |
| 23 | Alexander Albon                                                                       | Williams                                                                              | 2019                                                                                  | En cours                                                                              |
| 24 | Zhou Guanyu                                                                           |                                                                                       | 2022                                                                                  | 2024                                                                                  |
| 25 | Jean-Éric Vergne                                                                      |                                                                                       | 2014                                                                                  | 2014                                                                                  |
| 26 | Daniil Kvyat                                                                          |                                                                                       | 2014                                                                                  | 2020                                                                                  |
| 27 | Nico Hülkenberg                                                                       | Sauber                                                                                | 2014                                                                                  | En cours                                                                              |
| 28 | Will Stevens                                                                          |                                                                                       | 2015                                                                                  | 2015                                                                                  |
| 28 | Brendon Hartley                                                                       |                                                                                       | 2017                                                                                  | 2018                                                                                  |
| 30 | Jolyon Palmer                                                                         |                                                                                       | 2016                                                                                  | 2017                                                                                  |
| 30 | Liam Lawson                                                                           | Racing Bulls                                                                          | 2024                                                                                  | En cours                                                                              |
| 31 | Esteban Ocon                                                                          | Haas                                                                                  | 2016                                                                                  | En cours                                                                              |
| 33 | Max Verstappen                                                                        | Red Bull                                                                              | 2015                                                                                  | En cours                                                                              |
| 35 | Sergey Sirotkin                                                                       |                                                                                       | 2018                                                                                  | 2018                                                                                  |
| 43 | Franco Colapinto                                                                      | Alpine                                                                                | 2024                                                                                  | En cours                                                                              |
| 44 | Lewis Hamilton                                                                        | Ferrari                                                                               | 2014                                                                                  | En cours                                                                              |
| 47 | Mick Schumacher                                                                       |                                                                                       | 2021                                                                                  | 2022                                                                                  |
| 53 | Alexander Rossi                                                                       |                                                                                       | 2015                                                                                  | 2015                                                                                  |
| 55 | Carlos Sainz Jr.                                                                      | Williams                                                                              | 2015                                                                                  | En cours                                                                              |
| 63 | George Russell                                                                        | Mercedes                                                                              | 2019                                                                                  | En cours                                                                              |
| 77 | Valtteri Bottas                                                                       |                                                                                       | 2014                                                                                  | 2024                                                                                  |
| 81 | Oscar Piastri                                                                         | McLaren                                                                               | 2023                                                                                  | En cours                                                                              |
| 87 | Oliver Bearman                                                                        | Haas                                                                                  | 2025                                                                                  | En cours                                                                              |
| 88 | Rio Haryanto                                                                          |                                                                                       | 2016                                                                                  | 2016                                                                                  |
| 88 | Robert Kubica                                                                         |                                                                                       | 2019                                                                                  | 2021                                                                                  |
| 89 | Jack Aitken                                                                           |                                                                                       | 2020                                                                                  | 2020                                                                                  |
| 94 | Pascal Wehrlein                                                                       |                                                                                       | 2016                                                                                  | 2017                                                                                  |
| 98 | Roberto Merhi                                                                         |                                                                                       | 2015                                                                                  | 2015                                                                                  |
| 99 | Adrian Sutil                                                                          |                                                                                       | 2014                                                                                  | 2014                                                                                  |
| 99 | Antonio Giovinazzi                                                                    |                                                                                       | 2019                                                                                  | 2021                                                                                  |

## Numéros de réserve
Chaque équipe se voit attribuer deux numéros de réserve qui sont utilisés à titre temporaire lorsqu'un pilote n'ayant pas de numéro permanent doit remplacer un titulaire pour la durée d'une course, ainsi que par les pilotes essayeurs lors des séances d'essais libres. Ces numéros restent disponibles si un pilote souhaite le porter de façon permanente.
Alexander Rossi devait s'aligner au départ du Grand Prix de Belgique 2014 sous le no 42 mais il ne participe qu'aux essais, Max Chilton retrouvant le baquet de sa Marussia durant le weekend,.
| No | Pilotes            | Équipes    | Grands Prix                                                    |
| -- | ------------------ | ---------- | -------------------------------------------------------------- |
| 36 | Antonio Giovinazzi | Haas       | Australie 2017 Chine 2017                                      |
| 38 | Oliver Bearman     | Ferrari    | Arabie saoudite 2024                                           |
| 39 | Brendon Hartley    | Toro Rosso | États-Unis 2017                                                |
| 40 | Paul di Resta      | Williams   | Hongrie 2017                                                   |
| 40 | Liam Lawson        | AlphaTauri | Pays-Bas 2023 Italie 2023 Singapour 2023 Japon 2023 Qatar 2023 |
| 45 | André Lotterer     | Caterham   | Belgique 2014                                                  |
| 45 | Nyck de Vries      | Williams   | Italie 2022                                                    |
| 46 | Will Stevens       | Marussia   | Abou Dabi 2014                                                 |
| 47 | Stoffel Vandoorne  | McLaren    | Bahreïn 2016                                                   |
| 50 | Oliver Bearman     | Haas       | Azerbaïdjan 2024 São Paulo 2024                                |
| 51 | Pietro Fittipaldi, | Haas       | Sakhir 2020 Abou Dabi 2020                                     |
| 61 | Jack Doohan        | Alpine     | Abou Dabi 2024                                                 |
| 89 | Jack Aitken        | Williams   | Sakhir 2020                                                    |